# Rullierinereis anoculata
Rullierinereis anoculata är en ringmaskart som beskrevs av Cantone 1983. Rullierinereis anoculata ingår i släktet Rullierinereis och familjen Nereididae. Inga underarter finns listade i Catalogue of Life.